# Età del bronzo atlantico
Per età del bronzo atlantico si intende un complesso culturale esistito nella cosiddetta Europa atlantica dal 1300 al 700 a.C., durante un periodo compreso fra la media età del bronzo e l'età del ferro. È caratterizzato dagli scambi economici e commerciali di alcune culture indigene della Galizia, dell'Andalusia, del Portogallo, dell'Armorica e delle Isole Britanniche che interagivano fra loro ed erano unite dallo scambio marittimo di alcuni loro prodotti. Questi contatti commerciali si estesero anche alla Danimarca e al Mediterraneo.

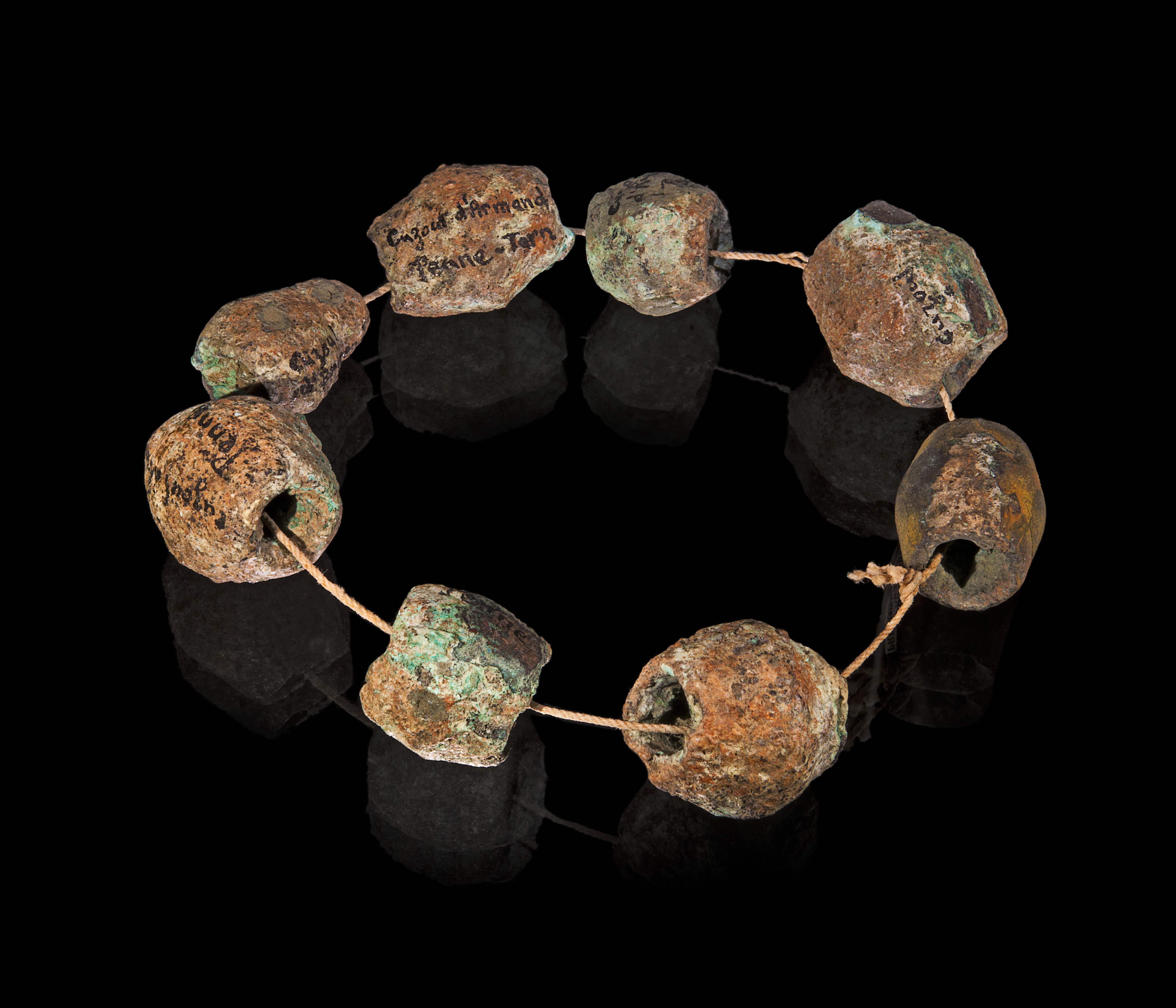
Collier di Penne - Museo di storia naturale di Tolosa
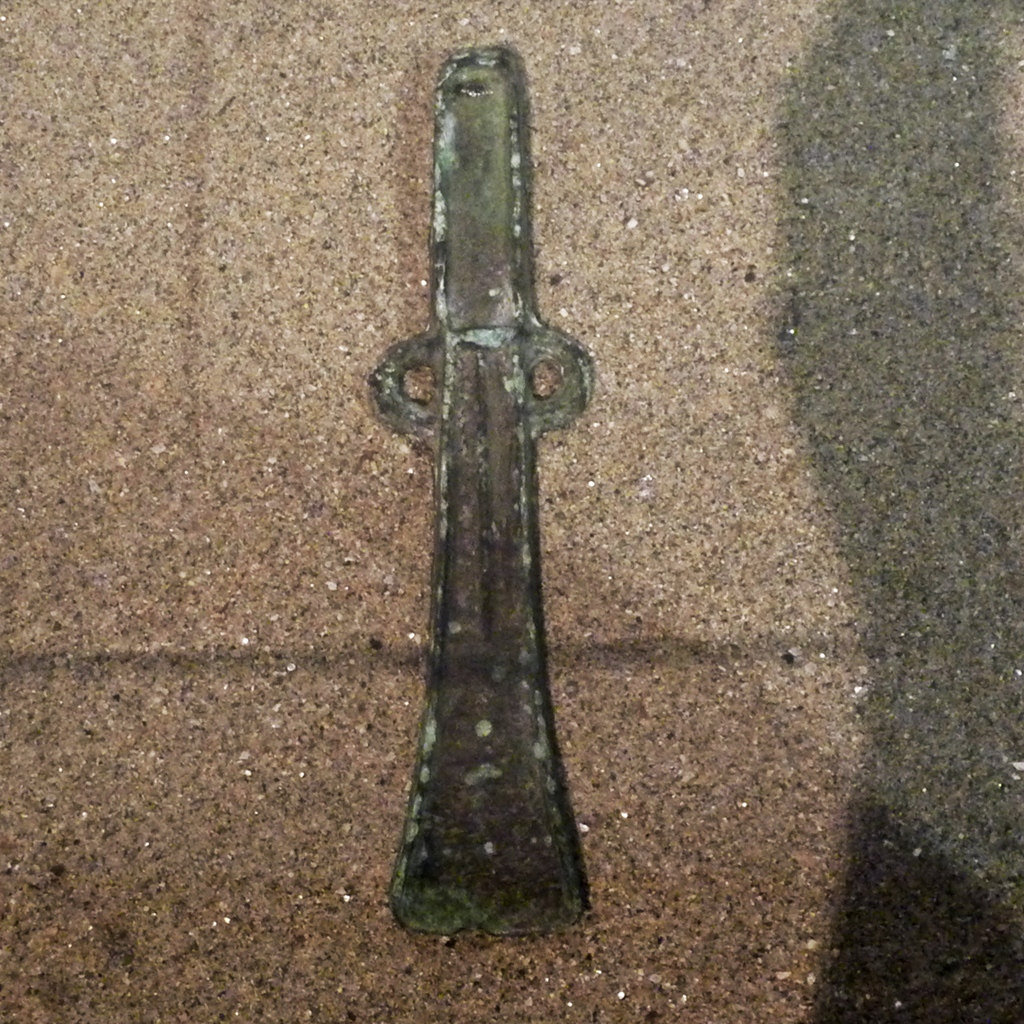
Ascia tipica del bronzo atlantico - Museo do Castro de St. Tegra, A Guarda, Galizia.
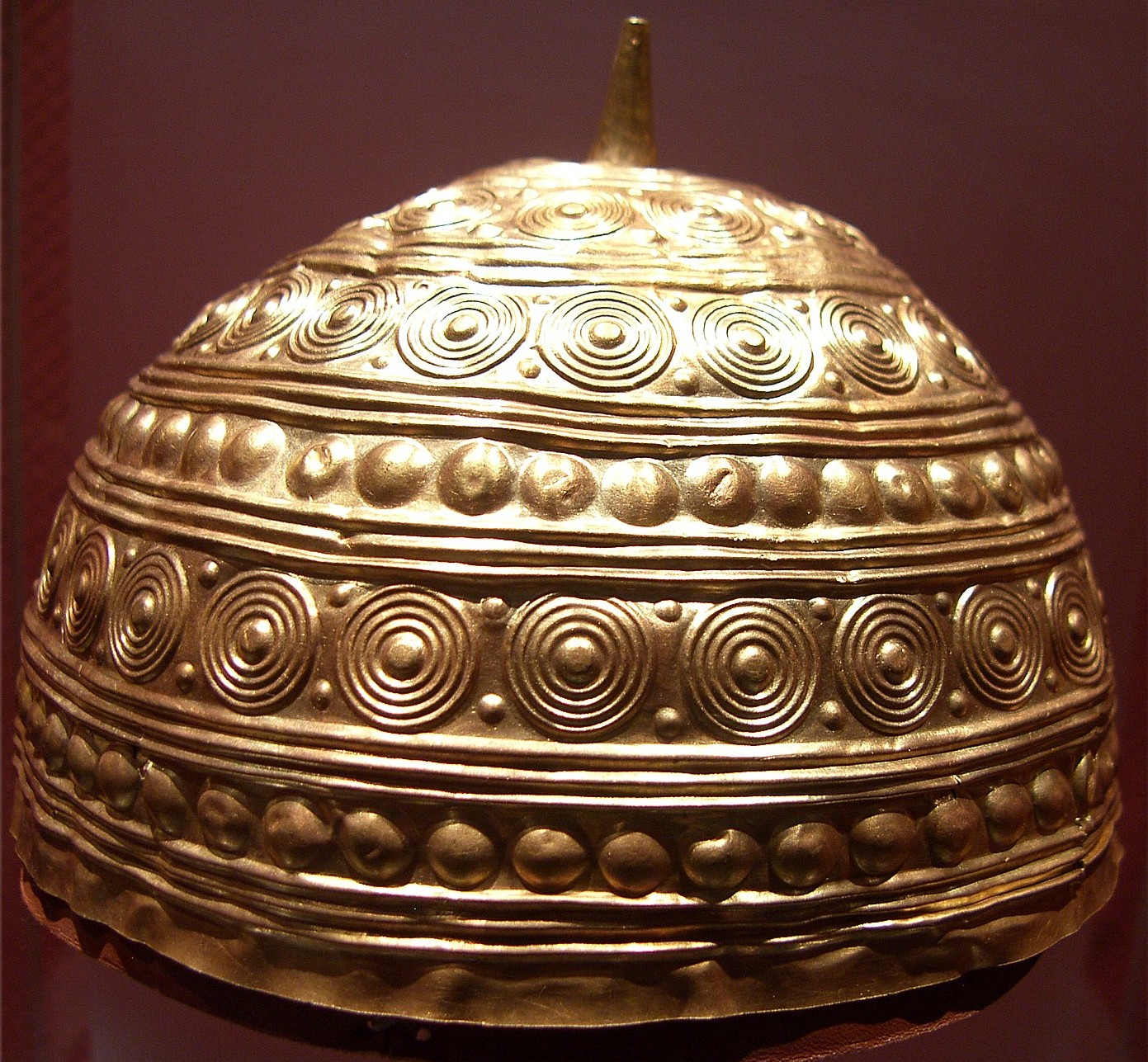
Elmetto dorato - Galizia.